# Bílý potok (přítok Smědé)
Bílý potok je vodoteč tekoucí na severu České republiky, ve Frýdlantském výběžku Libereckého kraje. Pramení u přírodní památky Vlčí louka, která se nachází na spočinku mezi Jizerou (1122 m n. m.) a Smědavskou horou (1084 m n. m.). Odtud teče severozápadním směrem a jižně od průmyslového areálu u železniční stanice v Bílém Potoce se levostranně vlévá do řeky Smědé. Na svém toku ze severozápadní strany omývá svahy Poledních kamenů (1006 m n. m.) a protéká kolem horolezeckých skal Černá stěna, Lokomotivka či Šolcovy skály.